# Olivier de Lagarde
Pour les articles homonymes, voir Lagarde.
 (avril 2016).
Si vous disposez d'ouvrages ou d'articles de référence ou si vous connaissez des sites web de qualité traitant du thème abordé ici, merci de compléter l'article en donnant les références utiles à sa vérifiabilité et en les liant à la section « Notes et références ».
Olivier de Lagarde, né le 5 septembre 1965 à Paris, est un journaliste français de radio et de télévision. Il est président du Press Club de France de 2019 à 2023.

## Biographie
Olivier de Lagarde naît le 5 septembre 1965 à Paris, dans une famille de journalistes : son père Pierre de Lagarde est journaliste et producteur télé de l'émission Chefs-d'œuvre en péril, et sa mère France de Lagarde, journaliste à La Vie catholique. Il est marié à Anne de Lagarde, chargée des relations extérieures à Télérama, et a trois enfants. 
Ancien élève de l'IEP de Strasbourg et de l'université Paris-I, Panthéon-Sorbonne, il est diplômé d'une maîtrise de sciences politiques, d'une licence d'histoire et d'une licence d'administration publique. 

### Journaliste

#### France Info
Il fait l'essentiel de sa carrière professionnelle à France Info, où il entre en 1991. Reporter, présentateur et chroniqueur, la revue de presse de la station lui est confié en 1995, il l'assure chaque matin pendant neuf ans. Présentateur fil rouge de la tranche matinale de la station à partir de 2004, il a notamment en charge l'interview politique. Durant cinq ans, on lui confie ensuite l'animation de l'antenne en début de soirée avec notamment Qu'en pensez-vous, débat d'actualité où il reçoit quotidiennement de nombreuses personnalités.
Parallèlement, il présente pendant huit ans l'émission Patron chef d'entreprise chaque samedi.
En 2013, on lui confie la rubrique Idées de France Info avec l'émission Un monde d'idées : diffusée du lundi au vendredi, c'est une interview long format d'intellectuels, artistes, politiques, chefs d'entreprises, universitaires, écrivains présentée en trois volets quotidiennement. 
À partir de septembre 2014, il présente également Ça nous marque chaque dimanche : interview d'un chef d'entreprise portant une marque particulièrement emblématique.
Lors de l'année électorale 2017, la radio lui confie une nouvelle interview quotidienne en semaine : Moi, président ..., devenue Génération député après les résultats de l'élection présidentielle, puis Les vacances du pouvoir après les législatives.
A la rentrée 2017, il mène une nouvelle interview du même genre que Un monde d'idée, Un monde d'actions : il revient avec ses invités sur des actions menées en lien avec l'actualité.
Il est aussi remplaçant des émissions de France Info (Les Informés, Tout est politique).
Il termine rédacteur en chef adjoint de France Info.

#### Europe 1
A l'été 2023, il annonce avoir quitté la chaîne info du service public pour rejoindre Europe 1 où il officie en tant que rédacteur en chef chargé de la revue de presse, vers 8h40 au sein d’Europe Matin à partir du 28 août 2023.

#### À la télévision
Olivier de Lagarde débute en 1998 sur la Sept-Arte dans la Semaine de l'économie, où il est chargé du portrait de l'invité. En 2003, il devient chroniqueur pour l'émission Merci Pour l'info sur Canal+. En 2008, il assure la co-présentation de l'interview politique d'I-Télé tous les soirs à 19 h 15.
Chroniqueur sur Public Sénat, il devient en 2011 présentateur de l'émission Face aux idées sur La Chaîne parlementaire, rendez-vous mensuel présenté en première partie de soirée.
Olivier de Lagarde est en outre invité comme éditorialiste sur les plateaux de l'ancienne chaine I-Télé ou de LCP pour commenter l'actualité.
Après la création de France Info (chaîne de télévision) en 2016, il est remplaçant de Jean-Mathieu Pernin et de Jean-François Achilli pour leurs émissions diffusées simultanément à la TV et à la radio.

### Enseignement et autres activités
Depuis 2013, Olivier de Lagarde enseigne les techniques de l'interview, en tant que chargé de cours à Science Po journalisme.
Il est conseiller éditorial des éditions Débats publics.
Olivier de Lagarde est président du club Churchill, association de journalistes épicuriens, ainsi que du Press club de France de juillet 2019 à 2023.
Il est membre du jury du prix de l'humour politique.

### Auteur
Olivier de Lagarde est l'auteur-coordinateur des Roitelets ou la France des fiefs, édition L'Archipel, janvier 2014.
Il est le coauteur avec son père, Pierre de Lagarde, du Dictionnaire amoureux du patrimoine (préfacé par Stéphane Bern), éditions Plon, août 2019.

## Distinction
- Chevalier de l'ordre national du Mérite (17 mai 2009)[4]